# Rachel Margolis
Rachel Margolis (geboren 28. Oktober 1921 in Wilna, Polen; gestorben 6. Juli 2015 in Rechovot, Israel) war eine polnisch-litauisch-israelische Biologin und Holocaustüberlebende.

## Leben
Rachel Margolis wuchs in einer jüdischen bürgerlichen Familie in Wilna auf, das nach der deutsch-sowjetischen Eroberung Polens 1939 dem Staat Litauen zugeschlagen wurde, der wiederum 1940 in die Sowjetunion einverleibt wurde. Nach der deutschen Besetzung 1941 wurde in Wilna ein Zwangsghetto eingerichtet. Margolis wurde unter falscher Identität bei einer christlichen Familie untergebracht, sie ging aber 1942 freiwillig in das Ghetto Wilna und schloss sich der von Abba Kovner gegründeten jüdischen Widerstandsgruppe Fareinikte Partisaner Organisatzije an. Diese versuchte einen bewaffneten Aufstand der Ghettoinsassen zu organisieren, was allerdings nicht gelang. Bei der Auflösung des Ghettos 1943 konnte Margolis mit ihrem Verlobten und mit einigen anderen Juden in die Wälder fliehen, wo sie sich dem bewaffneten Widerstand anschloss. Alle ihrer Familienangehörigen wurden Opfer des Holocaust. 
Margolis studierte nach dem Krieg Biologie, wurde promoviert und arbeitete in Wilna als Lehrerin bis zum Ende der 1980er Jahre. Später übersiedelte sie nach Israel und hielt sich nur noch im Sommer in Litauen auf. Sie wirkte beim Aufbau des Staatlichen Jüdischen Gaon-von-Vilnius-Museums mit und begleitete als Zeitzeugin Stadtführungen zur jüdischen Geschichte in Wilna. Margolis und andere überlebende jüdische Widerstandskämpfer wurden in den 2000er Jahren in Litauen von nationalistischen Litauern angefeindet, und wegen ihrer Partisanenaktivität, bei der auch unbeteiligte Bürger umgekommen waren, wurden staatsanwaltliche Ermittlungen gegen sie angestrengt. Margolis hielt sich in dieser Zeit in Israel auf.   
Margolis gab 1999 die aufgefundenen Fragmente des Tagebuchs des polnischen Journalisten  Kazimierz Sakowicz heraus, der die Massenmorde an den Juden durch deutsche Polizisten und litauische Hilfspolizisten in Ponary aufgezeichnet hatte und diese Aufzeichnungen verbarg; er selbst kam 1944 um. In ihren eigenen 2005 veröffentlichten Erinnerungen schildert sie die Aktivitäten der Fareinikte Partisaner Organisatzije, die Flucht aus dem Ghetto und ihre Aktivität bei den Partisanen.

## Schriften
- Wspomnienia wileńskie. Żydowski Instytut Historyczny, Warschau 2005.
  - Als Partisanin in Wilna : Erinnerungen an den jüdischen Widerstand in Litauen. Aus dem Polnischen übersetzt von Franziska Bruder, Fischer, Frankfurt am Main 2008, ISBN 978-3-596-17343-3.
- mit Jim G. Tobias (Hrsg.): Die geheimen Notizen des K. Sakowicz: Dokumente zur Judenvernichtung in Ponary. Übertragung aus dem Polnischen von Elisabeth Nowak. Antogo, Nürnberg 2003, ISBN 978-3-9806636-6-3.